# Hermenegildo Galeana, Chihuahua
Hermenegildo Galeana är en ort i Mexiko.   Den ligger i kommunen Galeana och delstaten Chihuahua, i den nordvästra delen av landet, 1 500 km nordväst om huvudstaden Mexico City. Hermenegildo Galeana ligger 1 430 meter över havet och antalet invånare är 926.
Terrängen runt Hermenegildo Galeana är platt. Runt Hermenegildo Galeana är det mycket glesbefolkat, med 3 invånare per kvadratkilometer. Hermenegildo Galeana är det största samhället i trakten. Omgivningarna runt Hermenegildo Galeana är i huvudsak ett öppet busklandskap.